# Cigaritis monticola
Cigaritis monticola är en fjärilsart som beskrevs av Riley 1925. Cigaritis monticola ingår i släktet Cigaritis och familjen juvelvingar. Inga underarter finns listade i Catalogue of Life.